# Observatori Goethe Link
L'Observatori Goethe Link (en anglès: Goethe Link Observatory) és un observatori astronòmic situat en la localitat estatunidenca de Brooklyn, a l'estat d'Indiana, Estats Units. Pertany a la Universitat d'Indiana que comparteix el seu ús amb la Societat Astronòmica d'Indiana (Indiana Astronomical Society). L'observatori figura en la Llista de Codis d'Observatoris del Minor Planet Center amb el codi 760.

## Història
L'observatori està dedicat a Goethe Link, cirurgià nord-americà que va exercir en la localitat de Indianàpolis, qui ho va començar a construir en 1937, on va entrar en funcionament el 1939, i posteriorment va donar a la universitat el 1948.
La cúpula de l'observatori fa uns 10 metres (34 peus) de diàmetre. Les comportes de la cúpula obren un ample d'uns 2,5 metres (8 peus) i una longitud que s'estén més enllà del zenit en 1,2 metres (4 peus). L'equipament de l'observatori compta amb sala fosca, laboratoris i un auditori capaç per 150 persones.
En els anys 1960, quan la pol·lució lluminosa provocada per la propera ciutat d'Indianàpolis va començar a degradar la qualitat de les observacions de l'observatori, la Universitat d'Indiana va construir unes noves instal·lacions el 1966 que van ser anomenades Estació Morgan-Monroe (MMS) dels Observatoris Goethe Link. El primitiu Observatori Goethe Link va ser usat per a la recerca fins a mitjan anys 1980.

## Instrumentació
L'observatori alberga un telescopi reflector de 91,5 cm (36 polzades) de diàmetre. Era originalment de tipus newtonià de distància focal f/5, però va ser canviada la seva configuració a una de tipus Cassegrain de distància focal f/10 el 1966. En comptes de fer un forat en el mirall principal, com és habitual en la disposició de Cassegrain, es va instal·lar un mirall terciari que desvia els feixos de llum fins a tres punts situats en la circumferència del mirall principal. Aquest telescopi és l'original amb el qual va començar a treballar l'observatori en 1939. A causa de les males condicions d'observació per la proximitat de la ciutat d'Indianàpolis, aquest telescopi ja no s'empra per a recerca però segueix sent utilitzat en aplicacions que no siguin exigents amb la qualitat del cel.
També alberga un astrògraf de 25,4 cm (10 polzades). Aquest instrument es va utilitzar durant els anys 1950 i 60 per recuperar asteroides perduts durant la Segona Guerra Mundial en la qual es van interrompre les observacions regulars d'aquests objectes.

## Objectius de recerca
L'observatori va dur a terme un programa de cerca d'asteroides, el Programa d'Asteroides d'Indiana, entre 1949 i 1967, coordinat per l'astrònom Frank K. Edmondson, corrent la fotometria a càrrec de T. Gehrels. Durant aquest programa es van descobrir un total de 119 asteroides, inclòs (1728) Goethe Link, denominat d'aquesta manera en honor de l'observatori i del seu mecenes.
També van ser objectes d'estudi els cúmuls galàctics i espectrofotometria d'estelles fredes i binàries.

## Descobriments

### Asteroides descoberts
| Asteroides descoberts: 119 | Asteroides descoberts: 119 |
| -------------------------- | -------------------------- |
| (1578) Kirkwood            | 10 de gener de 1951        |
| (1602) Indiana             | 16 de març de 1950         |
| (1615) Barwell             | 28 de gener de 1950        |
| (1721) Wells               | 3 d'octubre de 1953        |
| (1728) Goethe Link         | 12 d'octubre de 1964       |
| (1729) Beryl               | 19 de setembre de 1963     |
| (1741) Glicas              | 29 de gener de 1960        |
| (1746) Brouwer             | 14 de setembre de 1963     |
| (1751) Herget              | 27 de juliol de 1955       |
| (1761) Edmonson            | 30 de març de 1952         |
| (1762) Russsell            | 8 d'octubre de 1953        |
| (1763) Williams            | 13 d'octubre de 1953       |
| (1764) Cogshall            | 7 de novembre de 1953      |
| (1765) Wrubel              | 15 de desembre de 1957     |
| (1766) Sliphers            | 7 de setembre de 1962      |
| (1767) Lampland            | 7 de setembre de 1962      |
| (1788) Kiess               | 25 de juliol de 1952       |
| (1798) Watts               | 4 d'abril de 1952          |
| (1799) Koussevitzky        | 25 de juliol de 1950       |
| (1822) Waterman            | 25 de juliol de 1950       |
| (1824) Haworth             | 30 de març de 1952         |
| (1826) Miller              | 14 de setembre de 1955     |
| (1827) Atkinson            | 7 de setembre de 1962      |
| (1852) Carpenter           | 1 d'abril de 1955          |
| (1853) McElroy             | 15 de desembre de 1957     |
| (1952) Hesburgh            | 3 de maig de 1951          |
| (1953) Rupertwildt         | 29 d'octubre de 1951       |
| (1955) McMath              | 22 de setembre de 1963     |
| (1971) Hagihara            | 14 de setembre de 1955     |
| (1988) Delores             | 28 de setembre de 1952     |
| (1994) Shane               | 4 d'octubre de 1961        |
| (1996) Adams               | 16 d'octubre de 1961       |
| (1997) Leverrier           | 14 de setembre de 1963     |
| (2007) McCuskey            | 22 de setembre de 1963     |
| (2023) Asaph               | 16 de setembre de 1952     |
| (2024) McLaughlin          | 23 d'octubre de 1952       |
| (2026) Cottrell            | 30 de març de 1955         |
| (2059) Baboquivari         | 16 d'octubre de 1963       |
| (2065) Spicer              | 9 de setembre de 1959      |
| (2069) Hubble              | 29 de març de 1955         |
| (2070) Humason             | 14 d'octubre de 1964       |
| (2086) Newell              | 20 de gener de 1966        |
| (2110) Moore-Sitterly      | 7 de setembre de 1962      |
| (2160) Spitzer             | 7 de setembre de 1956      |
| (2161) Grissom             | 17 d'octubre de 1963       |
| (2165) Young               | 7 de setembre de 1956      |
| (2168) Swope               | 14 de setembre de 1955     |
| (2182) Semirot             | 21 de març de 1953         |
| (2196) Ellicot             | 29 de gener de 1965        |
| (2227) Otto Struve         | 13 de setembre de 1955     |
| (2300) Stebbins            | 10 d'octubre de 1953       |
| (2301) Whitford            | 20 de novembre de 1965     |
| (2322) Kitt Peak           | 28 d'octubre de 1954       |
| (2326) Tololo              | 29 d'agost de 1965         |
| (2334) Cuffey              | 27 d'abril de 1962         |
| (2351) O'Higgins           | 3 de novembre de 1964      |
| (2405) Welch               | 18 d'octubre de 1963       |
| (2417) McVittie            | 15 de febrer de 1964       |
| (2466) Golson              | 7 de setembre de 1959      |
| (2488) Bryan               | 23 d'octubre de 1952       |
| (2496) Fernandus           | 8 d'octubre de 1953        |
| (2516) Roman               | 6 de novembre de 1964      |
| (2523) Mohler              | 8 d'octubre de 1953        |
| (2624) Samitchell          | 7 de setembre de 1962      |
| (2641) Lipschutz           | 4 d'abril de 1949          |
| (2653) Principia           | 4 de novembre de 1964      |
| (2751) Campbell            | 7 de setembre de 1962      |
| (2753) Duncan              | 18 de febrer de 1966       |
| (2775) Odishaw             | 14 d'octubre de 1953       |
| (2842) Unsöld              | 25 de juliol de 1950       |
| (2843) ASP                 | 8 de novembre de 1959      |
| (2853) Harwill             | 14 de setembre de 1963     |
| (2974) Holden              | 23 d'agost de 1955         |
| (2996) Bowman              | 5 de setembre de 1954      |
| (3070) Aitken              | 4 d'abril de 1949          |
| (3145) Walter Adams        | 14 de setembre de 1955     |
| (3167) Babcock             | 13 de setembre de 1955     |
| (3180) Morgan              | 7 de setembre de 1962      |
| (3185) Clintford           | 11 de novembre de 1953     |
| (3282) Spencer Jones       | 19 de febrer de 1949       |
| (3363) Bowen               | 6 de març de 1960          |
| (3371) Giacconi            | 14 de setembre de 1955     |
| (3428) Roberts             | 1 de gener de 1952         |
| (3433) Fehrenbach          | 15 d'octubre de 1963       |
| (3447) Burckhalter         | 29 de setembre de 1956     |
| (3474) Linsley             | 27 d'abril de 1962         |
| (3520) Klopsteg            | 16 de setembre de 1952     |
| (3572) Leogoldberg         | 28 d'octubre de 1954       |
| (3654) AAS                 | 21 d'agost de 1949         |
| (3717) Thorenia            | 15 de febrer de 1964       |
| (3882) Johncox             | 7 de setembre de 1962      |
| (3959) Irwin               | 28 d'octubre de 1954       |
| (3961) Arthurcox           | 31 de juliol de 1962       |
| (4045) Lowengrub           | 9 de setembre de 1953      |
| (4046) Swain               | 7 d'octubre de 1953        |
| (4048) Samwestfall         | 30 d'octubre de 1964       |
| (4299) WIYN                | 28 d'agost de 1952         |
| (4300) Marg Edmondson      | 8 de setembre de 1955      |
| (4388) Jürgenstock         | 3 de novembre de 1964      |
| (4423) Golden              | 4 d'abril de 1949          |
| (4463) Marschwarzschild    | 28 d'octubre de 1954       |
| (4911) Rosenzweig          | 16 d'octubre de 1953       |
| (4912) Emilhaury           | 11 de novembre de 1953     |
| (5074) Goetzoertel         | 24 d'agost de 1949         |
| (5536) Honeycutt           | 23 d'agost de 1955         |
| (5567) Durisen             | 21 de març de 1953         |
| (5568) Mufson              | 14 d'octubre de 1953       |
| (7001) Noether             | 14 de març de 1955         |
| (8059) Deliyannis          | 6 de maig de 1957          |
| (19912) Aurapenenta        | 14 de setembre de 1955     |
| (30718) Records            | 14 de setembre de 1955     |
| ()                         |                            |
| ()                         |                            |
| ()                         |                            |
| ()                         |                            |
| ()                         |                            |
| ()                         |                            |
| ()                         |                            |
| ()                         |                            |
| ()                         |                            |

Entre 1949 i 1966, a l'observatori es van descobrir 119 asteroides en el marc del programa de detecció d'asteroides dut a terme en el mateix. No obstant això, encara se segueixen estudiant les moltes plaques que es van prendre durant aquell temps.
La majoria dels noms posats als seus asteroides són en homenatge a membres de l'Observatori o de la Universitat d'Indiana.

## Epònims
L'asteroide (1728) Goethe Link descobert el 1964 en aquest mateix observatori porta el nom d'aquest, segons se cita en les circumstàncies del descobriment de la pàgina oficial de l'asteroide. Tanmateix, existeix una certa discrepància amb l'indicat en el llibre de Lutz D. Schmadel que a la seva pàgina 137 indica que el nom és en honor de Goethe Link, metge local i aficionat a l'astronomia que va donar tot el material del citat observatori.